# Sarupathar
Sarupathar is een dorp in het district Golaghat van de Indiase staat Assam. 

## Demografie
Volgens de Indiase volkstelling van 2001 wonen er 9.827 mensen in Sarupathar, waarvan 55% mannelijk en 45% vrouwelijk is. De plaats heeft een alfabetiseringsgraad van 81%. 